# تبلور مجدد در شیمی آلی
تبلور مجدد یک تکنیک کلیدی در شیمی آلی برای پاک‌سازی مواد جامد است که به کمک آن، می‌توان ناخالصی‌ها را از یک ترکیب هدف جداسازی کرد. این فرایند بر اساس اصل تغییرات دما و حلالیت انجام می‌شود و می‌تواند به دستیابی به بلورهایی خالص و با کیفیت عالی منجر شود. تبلور مجدد به ویژه در تولید ترکیبات دارویی، مواد شیمیایی و حتی در حفظ کیفیت مواد غذایی اهمیت زیادی دارد.
تبلور مجدد به عنوان یک ابزار مفید در آزمایشگاه، به خصوص در علم شیمی آلی، به‌منظور تولید و پراکنده‌سازی نمونه‌های خالص مورد استفاده قرار می‌گیرد. این تکنیک نه تنها برای خالص‌سازی مواد آلی بلکه برای افزایش عیار و کیفیت تولیدات شیمیایی اهمیت دارد.

## اصول تبلور مجدد
مبانی فیزیکی
```
مفهوم تبلور
```

نمودار تغییر حجم بلورهای بازکریستالی شده به مرور زمان

تبلور یک فرایند فیزیکی است که در آن یک ماده از حالت مایع یا گاز به حالت جامد تبدیل می‌شود. این فرایند عمدتاً تحت تأثیر شرایط دما، فشار و غلظت قرار دارد. در مرحله تبلور، ذرات ماده به صورت منظم و با یک نظم خاص در کنار یکدیگر قرار می‌گیرند و در نتیجه، بلورهایی با ساختار منظم و مشخص تشکیل می‌شوند.
اصول حلالیت
حلالیت ماده‌ای در یک حلال به مقدار حلالی که در دما و فشار معین می‌توان در آن حل کرد، اشاره دارد. این ویژگی می‌تواند تحت تأثیر عوامل مختلفی قرار گیرد:
1. دما: در بسیاری از موارد، افزایش دما منجر به افزایش حلالیت می‌شود. این امر به دلیل افزایش انرژی حرارتی ذرات و افزایش جنبش آن‌ها است.
2. فشار: در حالت گازها، افزایش فشار می‌تواند حلالیت را افزایش دهد؛ اما برای مایعات و جامدات، اثر فشار چندان قابل توجه نیست.
3. طبیعت حلال و حل شونده: هر ماده‌ای ممکن است در حلال‌های خاصی دارای حلالیت بیشتری باشد. برای مثال، ترکیبات قطبی مانند نمک‌ها در حلال‌های قطبی مثل آب بهتر حل می‌شوند.

ساختار بلوری
ساختار بلوری یکی از ویژگی‌های اساسی تبلور است که به آرایش منظم و متقارن ذرات در بلور اشاره دارد. بلورها معمولاً به شکل‌های هندسی مختلفی ایجاد می‌شوند که به نوع و نحوه تبلور بستگی دارد. برخی از ساختارهای بلوری رایج شامل:
1. سازماندهی مکعبی: مانند بلورهای سدیم کلراید (نمک طعام).
2. هگزاگونال: مانند بلورهای گرافیت.

بلورهای با ساختار منظم، اغلب دارای خواص فیزیکی خاصی مانند چگالی، نقطه ذوب، و رفتار نوری هستند.
تعادل اشباع و تبلور
در یک محلول، تعادل اشباع به حالتی اشاره دارد که تمام ذرات ماده حل شده در حلال به حالت مایع باقی مانده و به تبلور تمایل ندارند. به عبارت دیگر، در حالتی که مقدار حلال و دما به گونه‌ای باشد که هیچ مولکولی در حال تشکیل بلور نباشد، ما به تعادل اشباع رسیده‌ایم.
تغییر در شرایط دما و فشار می‌تواند این تعادل را تحت تأثیر قرار دهد و سبب شروع فرایند تبلور شود. به عنوان مثال، هنگامی که محلول گرم شده و سپس به آرامی سرد می‌شود، حلالیت ماده حل شده کاهش می‌یابد و بلور تشکیل می‌شود.
انرژی و نظارت بر تبلور
تبلور نیازمند ایجاد تعادل بین انرژی‌های مختلف است:
1. انرژی جنبشی: با افزایش دما، انرژی جنبشی ذرات افزایش می‌یابد و این موضوع می‌تواند مانع از تشکیل بلورهای منظم شود.
2. انرژی پتانسیل: در هنگام تشکیل بلور، به دلیل ایجاد پیوندهای جدید بین ذرات، انرژی پتانسیل کاهش می‌یابد و ذرات به هم متصل می‌شوند.

کنترل دقیق این انرژی‌ها در شرایط مناسب تیمار تبلور را ممکن می‌سازد و می‌تواند منجر به تولید بلورهای خالص و با نظم و کیفیت بالا شود.
نقش خواص فیزیکی و شیمیایی
تبلور یک فرایند پیچیده است که تحت تأثیر خواص فیزیکی و شیمیایی مواد قرار دارد. درک این خواص به ما کمک می‌کند تا بتوانیم تکنیک‌های تبلور بهتر و موثرتری را طراحی کنیم. در این بخش، به بررسی ویژگی‌های کلیدی مواد و تأثیر آن‌ها بر روند تبلور می‌پردازیم.
خواص فیزیکی
خواص فیزیکی شامل ویژگی‌هایی هستند که بدون تغییر در ترکیب شیمیایی ماده قابل مشاهده و اندازه‌گیری‌اند. برخی از مهم‌ترین خواص فیزیکی که بر روی تبلور تأثیر می‌گذارند شامل موارد زیر است:
1. حلالیت: حلالیت یک ماده در حلال می‌تواند به شدت بر روی فرایند تبلور تأثیر بگذارد. موادی که در دماهای بالا دارای حلالیت بیشتری هستند، وقتی دما کاهش می‌یابد، تمایل بیشتری به تشکیل بلور نشان می‌دهند. به‌طور کلی، در سیستم‌های چندجزئی، حلالیت باید برای تبلور مجدد بهینه باشد.
2. حرکت مولکولی و دما: افزایش دما باعث افزایش انرژی جنبشی مولکول‌ها می‌شود که می‌تواند فرایند تبلور را نامساعد کند. بلورهای منظم معمولاً در دماهای پایین‌تر تشکیل می‌شوند، جایی که حرکت مولکولی کاهش می‌یابد و ذرات به شکل منظم کنار هم قرار می‌گیرند.
3. چگالی: چگالی یک ماده بر روی نحوه تبلور آن تأثیر می‌گذارد. موادی با چگالی بالا معمولاً بلورهایی فشرده و محکم تشکیل می‌دهند، در حالی که مواد با چگالی پایین ممکن است شکلی کمتر منظم داشته باشند.
4. حالت فیزیکی: نوع حالت فیزیکی ماده (جامد، مایع، گاز) نیز می‌تواند بر فرایند تبلور تأثیر بگذارد. به‌طور کلی، تبلور از حالت مایع به حالت جامد شایع‌ترین نوع تبلور است. در حالی که برخی مواد در حالت گاز نیز تحت شرایط خاص می‌توانند بلور تشکیل دهند، این حالت نیازمند شرایط کنترل‌شده و خاص است.

خواص شیمیایی
خواص شیمیایی مواد و نحوه تعامل آن‌ها با یکدیگر هم نقش مهمی در تبلور ایفا می‌کنند. این خواص شامل ترکیب شیمیایی، نوع پیوندها و تغییرات الکترونیکی هستند:
1. ترکیب شیمیایی: نوع و ترکیب عناصر یک ماده می‌تواند بر روی خواص تبلور آن تأثیر بگذارد. برای مثال، ترکیبات یونی تمایل بیشتری به تبلور دارند زیرا به صورت شبکه‌ای منظم و قوی درمی‌آیند. در مقابل، مواد آلی نظیر قندها ممکن است چرخه‌های پیچیده‌ای را در تبلور به نمایش بگذارند.
2. پیوندهای شیمیایی: نوع پیوندهای بین اتم‌ها (پیوندهای یونی، کووالانسی، هیدروژنی و…) می‌تواند نقاط قوت یا ضعف در ساختار بلوری ایجاد کند. پیوندهای قوی معمولاً منجر به بلورهای با کیفیت و با ثبات می‌شوند، در حالی که پیوندهای ضعیف ممکن است به تشکیل بلورهای نامنظم و نامرغوب منجر شوند.

رفتار ترمودینامیکی
چرخه انرژی و ترمودینامیکی در تبلور نقش کلیدی ایفا می‌کند. تبلور یک فرایند گرمازا است، به این معنی که در حین تشکیل بلور، انرژی آزاد می‌شود. ویژگی‌های ترمودینامیکی مانند آزادسازی انرژی و تغییر آنتروپی در تعیین پتانسیل تبلور به شدت مؤثرند.

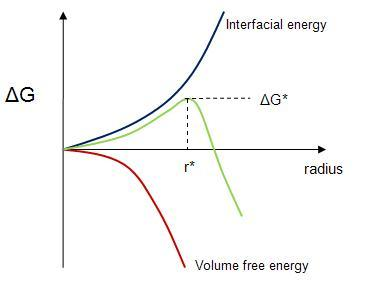
تعیین شعاع بحرانی و انرژی آزاد بحرانی

1. انرژی آزاد گیبس: شرایط تبلور به گونه‌ای است که تغییر انرژی آزاد گیبس (ΔGΔG) باید منفی باشد تا روند تبلور خود به‌خود پیش برود. این موضوع به تأثیر دما و فشار بر روی سیستم ارتباط دارد.
2. تأثیر دما و فشار: معمولاً با افزایش دما و کاهش فشار، تبلور تسهیل می‌شود. هر چه دما بالاتر باشد، حرکت مولکولی بیشتر است، اما در سوی دیگر، پایین آمدن دما می‌تواند منجر به اشباع و تشکیل بلور شود.[۲]

## روش‌های تبلور مجدد
تبلور از محلول
	تبلور از محلول یکی از فرآیندهای کلیدی در شیمی و علم مواد است که به منظور خالص‌سازی مواد و تولید بلورهای یکنواخت و با کیفیت بالا استفاده می‌شود. این فرایند شامل چندین مرحله است که از آماده‌سازی محلول آغاز و به ایجاد بلورهایی منظم و متراکم منتهی می‌شود. در ادامه، به بررسی دقیق مراحل مختلف تبلور از محلول می‌پردازیم.
مرحله اول: آماده‌سازی محلول
این مرحله شامل حل کردن ماده مورد نظر در حلال مناسب است. ترکیب مواد و شرایط این مرحله تأثیر زیادی بر موفقیت یا شکست فرایند تبلور دارد.
1. انتخاب حلال: حلال باید انتخاب شود به گونه‌ای که ماده مورد نظر به راحتی در آن حل شود. حلال باید خاصیت‌های لازم برای تبلور را داشته باشد، که شامل حلالیت بالا در دماهای مناسب و توانایی ایجاد شرایط فوق اشباع است.
2. حل کردن ماده: در این مرحله، ماده را باید در حلال حل کرد تا به غلظت مطلوب برسید. معمولاً این کار با گرم کردن محلول انجام می‌شود، زیرا با افزایش دما، حلالیت مواد نیز افزایش می‌یابد. عملیات حل کردن ممکن است با هم زدن، حرارت دادن یا استفاده از دستگاه‌های خاصی مثل همزن‌های مغناطیسی انجام شود.
3. تنظیم غلظت: غلظت محلول باید به گونه‌ای تنظیم شود که در دماهای پایین‌تر، بلورها بتوانند تشکیل شوند. این به معنای ایجاد وضعیت فوق اشباع در محلول است که در آن غلظت ماده حل‌شده فراتر از حد حلالیت آن در دماهای خاص قرار می‌گیرد.

```
مرحله دوم: سرد کردن محلول
```

پس از آماده‌سازی محلول، نوبت به سرد کردن آن می‌رسد. این مرحله کلیدی برای آغاز فرایند تبلور است.
1. کاهش دما: سرد کردن محلول معمولاً به آرامی انجام می‌شود تا از ایجاد ناگهانی بلورهای نامنظم جلوگیری شود. می‌توان از یخچال یا حمام آب سرد استفاده کرد. این کاهش دما باعث کاهش حلالیت ماده حل‌شده و در نتیجه، ایجاد شرایط فوق اشباع می‌شود.
2. تعیین نرخ سرد کردن: نرخ سرد کردن (سرعت کاهش دما) می‌تواند بر کیفیت بلورهای تشکیل‌شده تأثیر بگذارد. سرد کردن سریع ممکن است به تشکیل بلورهای کوچک و نامنظم منجر شود، در حالی که سرد کردن کند معمولاً باعث ایجاد بلورهایی بزرگتر و منظم‌تر می‌شود.

```
مرحله سوم: تشکیل بلورها
```

این مرحله زمانی است که بلورهای واقعی شروع به تشکیل می‌شوند.
1. هسته‌زایی: هسته‌زایی اولین مرحله واقعی تبلور است. این مرحله می‌تواند خودبه‌خود (هسته‌زایی خودبه‌خود) یا با استفاده از یک هسته مناسب (سختی‌های تبلور) انجام شود. نکته کلیدی این است که پس از هسته‌زایی، توالی و اندازه بلورها تعیین می‌شود.
2. رشد بلورها: بعد از هسته‌زایی، بلورها شروع به رشد می‌کنند. این رشد در نتیجه افزودن مولکول‌های جدید از محلول به سطح بلورهای اولیه انجام می‌شود. سرعت رشد بلورها تحت تأثیر عواملی نظیر دما، غلظت ماده حل‌شده و وجود ناخالصی‌ها قرار دارد. برای اینکه بلورهای مطلوب تشکیل شوند، شرایط باید به گونه‌ای باشد که مولکول‌ها به‌طور مرتب بر روی بلور بچسبند و ترتیب مناسبی ایجاد کنند.

مرحله چهارم: برداشت بلورها

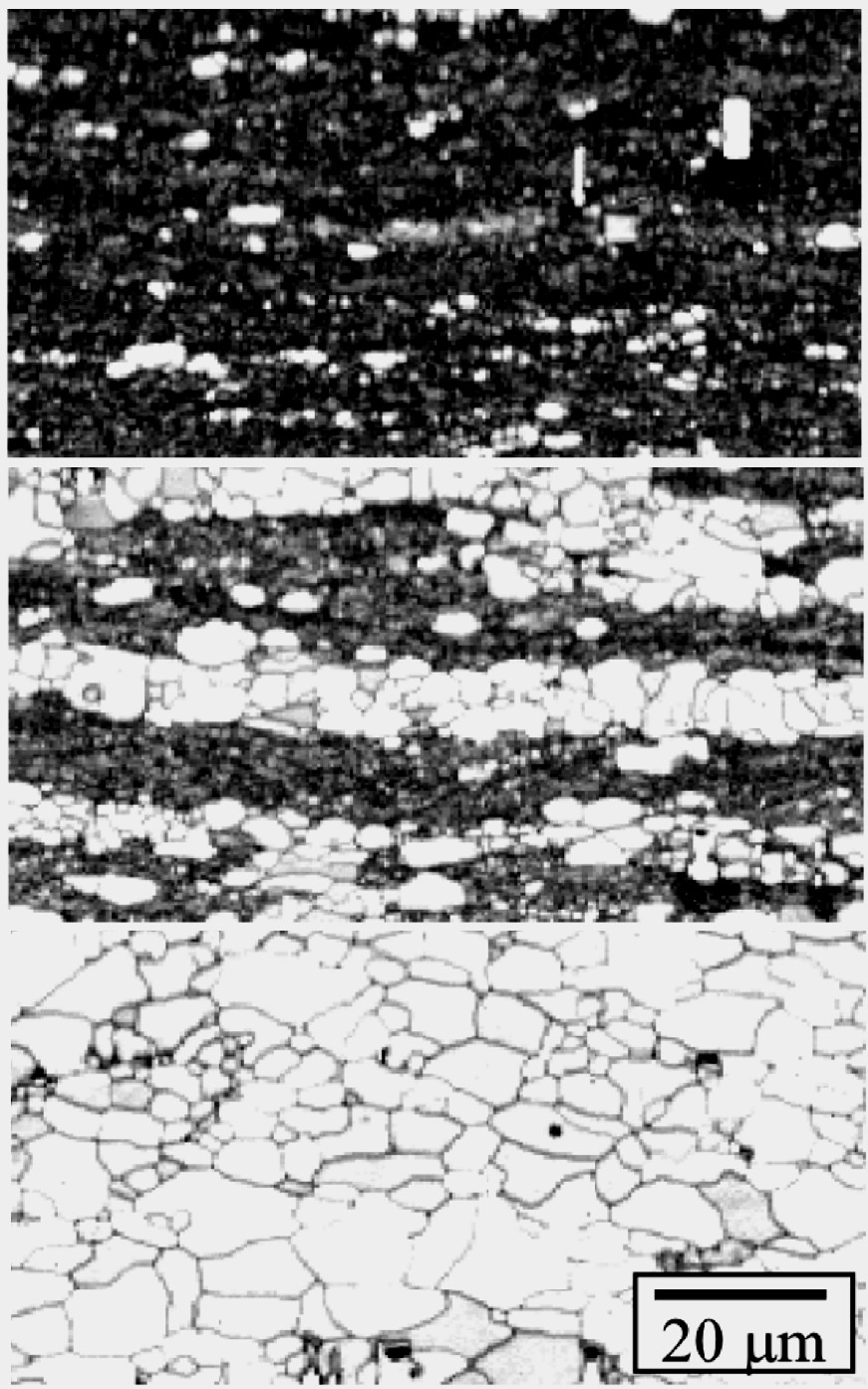
تبلور مجدد آلومینیوم

پس از رشد بلورها به اندازه‌های مطلوب، زمان برداشت آنها فرا می‌رسد.
1. فیلتر کردن: بلورها معمولاً با استفاده از فیلترهای مناسب از محلول جدا می‌شوند. این کار می‌تواند با روش‌های دستی یا با استفاده از دستگاه‌های ویژه انجام گیرد.
2. شستشو: معمولاً بلورها باید با مقدار کمی حلال سرد (یا حلال بی‌اثر) شستشو شوند تا ناخالصی‌ها و باقی‌مانده‌های محلول زائد از بین بروند. این کار به بهبود کیفیت بلورها کمک می‌کند.
3. خشک کردن: در مرحله نهایی، بلورها باید خشک شوند تا حلال اضافی از بین برود. این کار می‌تواند با استفاده از دستگاه‌های خشک‌کن یا در شرایط دمایی کنترل‌شده انجام شود.[۳]

## فاکتورهای مؤثر در تبلور مجدد
ویژگی‌های حلال
1. انتخاب حلال مناسب: نوع حلال مورد استفاده در تبلور مجدد نقش بسزایی در تعیین کیفیت بلورهای تولیدی دارد. حلال باید به گونه‌ای انتخاب شود که حلالیت ماده حل‌شده در دماهای بالا مناسب باشد و در دماهای پایین منجر به تبلور شود.
2. پیوستگی حلال: پیوستگی حلال می‌تواند بر روی درجه خلوص بلورهای تشکیل شده تأثیرگذار باشد. وجود ناخالصی‌ها در حلال می‌تواند به تشکیل بلورهای ناهمگن منجر شود.
3. پتانسیل تبخیر حلال: در برخی موارد، تبخیر حلال می‌تواند به تبلور موجبات کمک کند؛ اما در دیگر موارد، این تبخیر می‌تواند منجر به تشکیل بلورهای نامنظم یا پراکنده شود.

شرایط فیزیکی و شیمیایی محیط
1. دمای فرایند: دما نقش بسیار مهمی در تبلور مجدد ایفا می‌کند. افزایش دما ممکن است حلالیت را افزایش دهد، در حالی که کاهش دما منجر به افزایش فوق اشباع و در نهایت به تبلور می‌شود؛ بنابراین، دمای مناسب برای تبلور مجدد باید به دقت انتخاب شود.
2. نرخ سرد شدن: سرعت کاهش دما می‌تواند تأثیر بسزایی در کیفیت و اندازه بلورهای تشکیل‌شده دارد. سرد کردن سریع می‌تواند منجر به تشکیل بلورهای کوچکتر و نامنظم شود، در حالی که سرد کردن آهسته معمولاً بلورهای بزرگتر و یکنواخت‌تری تولید می‌کند.
3. فشار: فشار نیز می‌تواند بر روی تبلور تأثیرگذار باشد. در برخی موارد، افزایش فشار می‌تواند قابلیت حلالیت مواد را تغییر دهد و بر فرایند تبلور تأثیر گذارد.
4. زمان تبلور: زمان مورد نیاز برای تبلور به شرایط محیطی و خواص ماده حل‌شده بستگی دارد. کنترل زمان تبلور می‌تواند به بهبود کیفیت بلورها کمک کند.

وجود ناخالصی‌ها
ناخالصی‌ها می‌توانند به دو صورت مثبت یا منفی بر فرایند تبلور مجدد تأثیر بگذارند:
1. ناخالصی‌ها به‌عنوان هسته‌ها: برخی مواد ناخالص می‌توانند به‌عنوان هسته‌های اولیه عمل کنند و فرایند تبلور را تسهیل کنند. این هسته‌ها می‌توانند باعث شروع تبلور در شرایطی که سخت خواهد بود، شوند.
2. ناخالصی‌ها به‌عنوان موانع: از سوی دیگر، ناخالصی‌ها می‌توانند باعث جلوگیری از رشد بلورهای یکنواخت شوند و منجر به شکل‌گیری بلورهای ناهمگن و با کیفیت پایین گردند. از این رو، لازم است که در فرایند تبلور مجدد، کیفیت حلال و خلوص ماده حل‌شده به دقت کنترل شود.[۴]

## عیب‌یابی در تبلور مجدد
مشکلات رایج و راه‌حل‌ها
با تبلور مجدد اگرچه یک روش مؤثر برای خالص‌سازی مواد است، اما ممکن است با چالش‌ها و مشکلاتی همراه باشد که می‌توانند بر کیفیت و کارایی فرایند تأثیر بگذارند. در این فصل، به بررسی مشکلات رایج در تبلور مجدد و ارائه راه‌حل‌های مؤثر برای مقابله با این مشکلات خواهیم پرداخت.
حرارت بیش از حد
مشکل:
حرارت بیش از حد می‌تواند به کاهش حلالیت و تجزیه موادی که تحت تأثیر قرار می‌گیرند منجر شود. این مسئله ممکن است باعث شود که ماده به‌طور کامل در حلال حل نشود و کیفیت تبلور را تحت تأثیر قرار دهد.
راه‌حل‌ها:
1. کنترل دما: استفاده از دماسنج‌های دقیق و کنترل‌کننده‌های دما برای حفظ دما در محدوده مناسب. به‌کارگیری حمام‌های دما کنترل‌شده می‌تواند کمک‌کننده باشد.
2. استفاده از حلال‌های با دمای ذوب بالا: انتخاب حلال‌هایی با دمای ذوب و تبخیر بالا که در دماهای بالاتر هم قادر به نگهداری کیفیت و استحکام ماده باشد.

 تبلور ناقص
مشکل:
تبلور ناقص می‌تواند به تشکیل بلورهای کوچک و نامنظم یا تجمع مواد نامحلول بین بلورها منجر شود. این مسئله معمولاً ناشی از تحت اشباع بودن محلول یا شرایط ناپایدار در محیط تبلور است.
راه‌حل‌ها:
1. افزایش غلظت ماده حل‌شده: اطمینان حاصل کنید که محلول در ابتدا به میزان کافی از ماده پر شود تا روند بلور شدن آغاز شود. افزایش تدریجی غلظت می‌تواند به ایجاد شرایط مطلوب کمک کند.
2. کنترل زمان تبلور: گاهی غفلت از زمان لازم برای تبلور می‌تواند باعث تبلور ناقص شود. بهینه‌سازی زمان و ایجاد یک روال منظم در فرایند تبلور می‌تواند این مشکل را کاهش دهد.
3. استفاده از شرایط ایده‌آل برای تبلور: دما، فشار و نرخ سرد شدن باید به‌طور دقیق کنترل شود. استفاده از نرم‌افزارهای شبیه‌سازی برای پیش‌بینی شرایط ایده‌آل می‌تواند مفید باشد.

تشکیل آلودگی‌های غیرخواسته
مشکل:
وجود آلودگی‌های غیرخواسته در مرحله تبلور می‌تواند به تغییر در ساختار بلور و کاهش کیفیت آن منجر شود.
راه‌حل‌ها:
1. استفاده از حلال‌های خالص: اطمینان از این که حلال‌ها به‌طور کامل تصفیه شده‌اند و در آن‌ها هیچ ناخالصی وجود ندارد.
2. خالص‌سازی پیش از تبلور: روش‌هایی مانند تقطیر یا استفاده از روش‌های کروماتوگرافی می‌تواند کمک کننده باشد تا ناخالصی‌ها قبل از تبلور جدا شوند.

کنترل اندازه و شکل بلورها
مشکل:
کنترل اندازه و شکل بلورها ممکن است چالش‌برانگیز باشد و منجر به نتایج نامطلوب در کاربردهای صنعتی شود.
راه‌حل‌ها:
1. استفاده از افزودنی‌ها: افزودن مواد می‌تواند به کنترل بلور شدن کمک کند. این مواد می‌توانند به‌عنوان هسته‌های بلوری عمل کنند و اندازه بلورهای تولیدی را تنظیم کنند.
2. تنظیمات مکانیکی: در برخی موارد، انجام چرخش یا نوسان در حین تبلور می‌تواند به ایجاد بلورهای یکنواخت‌تر کمک کند.

 ناپایداری محلول
مشکل:
با گذشت زمان، ممکن است محلول به دلیل تبخیر حلال یا تغییرات دما ناپایدار شود، که این ممکن است به تبلور نامنظم یا تجمعی منجر شود.
راه‌حل‌ها:
1. برنامه‌ریزی برای استفاده سریع: اطمینان از مصرف سریع محلول پس از تهیه، برای جلوگیری از ناپایداری‌های احتمالی.
2. استفاده از ظروف مناسب: از ظرف‌هایی که حداقل تبادل حرارتی دارند، استفاده کنید تا از ناپایداری محلول جلوگیری شود.

 تشخیص مشکلات و آزمودن مجدد
مشکل:
ممکن است حل مشکلات به سادگی انجام نشود و نیاز به بررسی و اصلاح مجدد اشکالات دارای منبع داشته باشد.
راه‌حل‌ها:
1. آزمون تجربی: ایجاد شرایط مختلف برای تبلور و انجام آزمایش‌های مجدد برای شناسایی منبع مشکلات. ثبت و تجزیه و تحلیل داده‌ها کمک می‌کند تا به الگوهای کارآمد برای تبلور دست یابید.
2. نظارت بر پارامترهای کلیدی: تجزیه و تحلیل دقیق تغییرات در دما، فشار و زمان برای شناسایی ناهنجاری‌ها و مشکلات.[۵]

## چگونگی بهینه‌سازی کیفیت بلورها
بهینه‌سازی کیفیت بلورها در فرایند تبلور مجدد یک عنصر حیاتی در صنایع شیمیایی و داروسازی محسوب می‌شود. بلورهای با کیفیت بالا نه‌تنها خالصی بیشتری دارند بلکه دارای اندازه و شکل یکنواخت‌تری نیز هستند که در کاربردهای صنعتی نقش مهمی ایفا می‌کند. در این بخش، به بررسی تکنیک‌های مختلف برای بهبود روند پاک‌سازی و تبلور می‌پردازیم.
انتخاب حلال مناسب
انتخاب حلال مناسب اولین و مهم‌ترین مرحله در هر فرایند تبلور است. حلال باید به‌گونه‌ای انتخاب شود که حلالیت ماده حل‌شده در دمای بالا زیاد و در دمای پایین کم باشد.
تکنیک‌ها:
1. آزمایش حلالیت: انجام آزمایش‌های اولیه برای تعیین حلالیت ترکیب در حلال‌های مختلف. این مطالعات می‌توانند به گلایه‌گذاران کمک کنند تا حلال مناسب را شناسایی کنند.
2. مخلوط کردن حلال‌ها: در برخی موارد، ترکیب دو یا چند حلال ممکن است شرایط مطلوب‌تر برای تبلور را فراهم آورد.

 تنظیم شرایط تبلور
شرایط محیطی مانند دما، فشار و غلظت می‌توانند تأثیر زیادی بر کیفیت بلورهای تولیدی داشته باشند.
تکنیک‌ها:
1. کنترل دما: تنظیم دقیق دما برای فراهم کردن یک شرایط ایده‌آل برای تبلور. استفاده از تجهیزات پیشرفته برای حفظ دما ثابت و دقیق می‌تواند مؤثر باشد.
2. تنظیم نرخ سرد شدن: نرخ سرد شدن محلول در هنگام تبلور بسیار مهم است. سرد شدن سریع ممکن است منجر به تشکیل بلورهای کوچک و نازک شود در حالی که سرد شدن تدریجی می‌تواند بلورهای بزرگتری را تولید کند. آزمایش نرخ‌های سرد شدن مختلف راهی برای بهبود کیفیت بلور است.

افزودن ذرات هسته‌ای
افزودن ذرات هسته‌ای به محلول می‌تواند به تبلور بیشتر کمک کند و بلورهایی با اندازه و شکل یکنواخت‌تر تولید کند.
تکنیک:
۱.	استفاده از هسته‌های بلوری: انتخاب و افزودن بلورهای کوچک و خالص از مواد مشابه می‌تواند به عنوان هسته عمل کرده و منجر به رشد بلورهای با کیفیت بالاتر شود. این روش به‌ویژه در صنعتی‌سازی اهمیت دارد.
استفاده از افزودنی‌های شیمیایی
بعضی از مواد شیمیایی می‌توانند به تنظیم فرایند بلور شدن کمک کنند و کیفیت بلور را ارتقا دهند.
تکنیک‌ها:
1. استفاده از مواد جانبی: افزودن مواد خاصی مانند کاتالیزورها یا پیونددهنده‌ها می‌تواند به تنظیم فرایند تبلور کمک کند. این مواد می‌توانند موجب تسهیل در تحول و پاک‌سازی بلورها شوند.
2. استفاده از عوامل کنترل‌کننده بلور: این مواد به منظور تغییر شکل و اندازه بلورها و جلوگیری از ایجاد بلورهای غیرخواسته استفاده می‌شود.

 بهینه‌سازی زمان تبلور
مدت زمان تبلور می‌تواند تأثیر زیادی بر کیفیت بلور داشته باشد. زمان تبلور باید به‌دقت تنظیم شود تا از تشکیل بلورهای با کیفیت پایین جلوگیری شود.
تکنیک‌ها:
1. استفاده از روش‌های کنترل تداوم: روش‌های پیوسته برای تبلور، مانند روش‌های ناپایدار، به تطبیق شرایط مختلف تبلور در یک دوره زمانی مناسب کمک می‌کند.
2. تعیین زمان بهینه: آزمایش با زمان‌های مختلف تبلور به شناسایی زمان بهینه منجر می‌شود که کیفیت بلور را به حداکثر می‌رساند.

 بهبود فرایند خالص‌سازی
قبل و بعد از تبلور، عمل خالص‌سازی باید به دقت انجام شود تا از وجود ناخالصی‌ها در نهایت جلوگیری شود.
تکنیک‌ها:
1. روش‌های پیشرفته فیلتر کردن: استفاده از فیلترهای دقیق و مؤثر برای حذف ذرات ناخواسته و ناخالصی‌ها. فناوری نانو می‌تواند در این زمینه کارآمد باشد.
2. استفاده از روش‌های تقطیر و کروماتوگرافی: پیش‌خالص‌سازی مواد قبل از تبلور می‌تواند کیفیت محصولات نهایی را بهبود بخشد. این روش‌ها به جداسازی فازهای ناخواسته و افزایش خلوص کمک می‌کنند.

```
ارزیابی و کنترل کیفیت
```

آزمایش و کنترل کیفیت بلورها قبل و بعد از تبلور از اهمیت ویژه‌ای برخوردار است.
تکنیک‌ها:
1. استفاده از تکنیک‌های آنالیز پیشرفته: بهره‌گیری از روش‌هایی مثل میکروسکوپی، X-ray و NMR برای بررسی کیفیت و خلوص بلورها.
2. ایجاد پروتکل‌های کیفیت تضمین*: پیاده‌سازی روش‌های استاندارد برای شناسایی کیفیت بلور در تمام مراحل از تولید تا خروج و تحلیل نتایج به‌منظور بهسازی مستمر.

## مقایسه با تکنیک‌های دیگر
تبلور مجدد یکی از روش‌های اصلی جداسازی و خالص‌سازی ترکیبات شیمیایی است. برای درک بهتر مزایای آن، مهم است که آن را با تکنیک‌های دیگری که در خالص‌سازی مواد مورد استفاده قرار می‌گیرند، مقایسه کنیم. در این بخش، نحوه عملکرد تبلور مجدد و برتری‌های آن نسبت به سایر روش‌های جداسازی مانند تقطیر، استخراج، و کروماتوگرافی را بررسی خواهیم کرد.
 تبلور مجدد در مقایسه با تقطیر
تقطیر: این تکنیک براساس تفاوت در نقطه جوش مواد عمل می‌کند و بیشتر برای جدا کردن مایعات یا ترکیبات فرار به کار می‌رود.
مزایا و معایب:
- مزایا:

1. تبلور مجدد نیاز به تجهیزات نسبتاً ساده‌تری دارد و می‌تواند در دماهای پایین‌تر انجام شود.
2. برای جداسازی ترکیبات جامد که دارای حلالیت متفاوت در حلال‌های مختلف هستند، مؤثر است.

- معایب:

۱.	در شرایطی که ترکیبات نقطه جوش نزدیک به هم دارند، کارایی تقطیر می‌تواند کاهش یابد و تبلور مجدد ممکن است گزینه بهتری باشد.
 تبلور مجدد در مفایسه با استخراج
استخراج: در این روش، ترکیبات از یک محیط دیگر (معمولاً مایع) به یک حلال مناسب منتقل می‌شوند. این تکنیک معمولاً برای جداسازی ترکیبات از مخلوط‌های پیچیده استفاده می‌شود.
مزایا و معایب:
- مزایا:

1. تبلور مجدد می‌تواند خلوص بالاتری از مواد تولید کند، زیرا ناخالصی‌ها معمولاً در حالت مایع حل نمی‌شوند.
2. پروسه خالص‌سازی با تبلور مجدد می‌تواند ساده‌تر و اقتصادی‌تر باشد، به‌ویژه در مقیاس‌های صنعتی.

- معایب:

۱.	در شرایطی که ترکیبات در حلال‌های مشابه دارای حلالیت بالایی هستند، استخراج ممکن است به‌صرفه‌تر باشد.
 تبلور مجدد در مقایسه با کروماتوگرافی

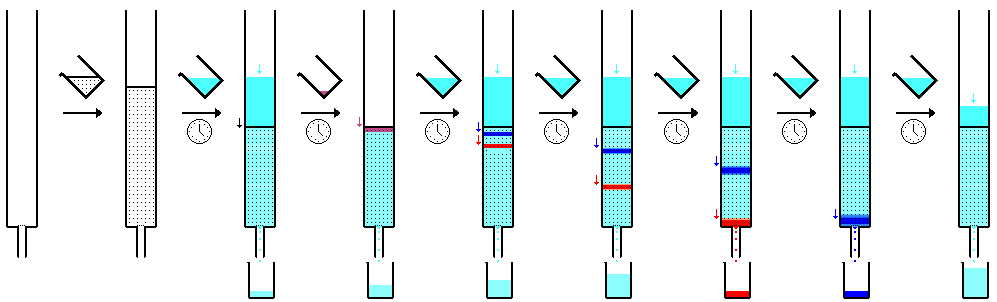
توالی کروماتوگرافی ستونی

کروماتوگرافی: این تکنیک بر مبنای اختلاف در سرعت حرکت ترکیبات در یک فاز ثابت و یک فاز سیال است و در جداسازی مخلوط‌های پیچیده بسیار مؤثر است.
مزایا و معایب:
- مزایا:

1. کروماتوگرافی قادر به جداسازی ترکیبات در مقادیر بسیار کم و برای مخلوط‌های پیچیده است.
2. می‌تواند ترکیبات با ویژگی‌های مشابه را نیز تفکیک کند.

- معایب:

1. هزینه‌های تجهیزات و مواد مصرفی در کروماتوگرافی بسیار بالاتر از تبلور مجدد است.
2. فرایند زمان‌بر و نیازمند مهارت‌های تکنیکی بالاتر است.

 تبلور مجدد در مقایسه با فیلتراسیون

نمودار فیلتراسیون

فیلتر کردن: یک روش فیزیکی برای جدا کردن مواد جامد از مایعات یا گازها با استفاده از یک فیلتر است.
مزایا و معایب:
- مزایا:

۱.	سریع و ساده است و در صورت وجود ذرات بزرگ و معلق در مایع مؤثر است.
- معایب:

۱.	نمی‌تواند به‌طور مؤثر در جداسازی ترکیبات با حلالیت متفاوت عمل کند و خلوص کمتری نسبت به تبلور مجدد ارائه می‌دهد.